# Haanssluis

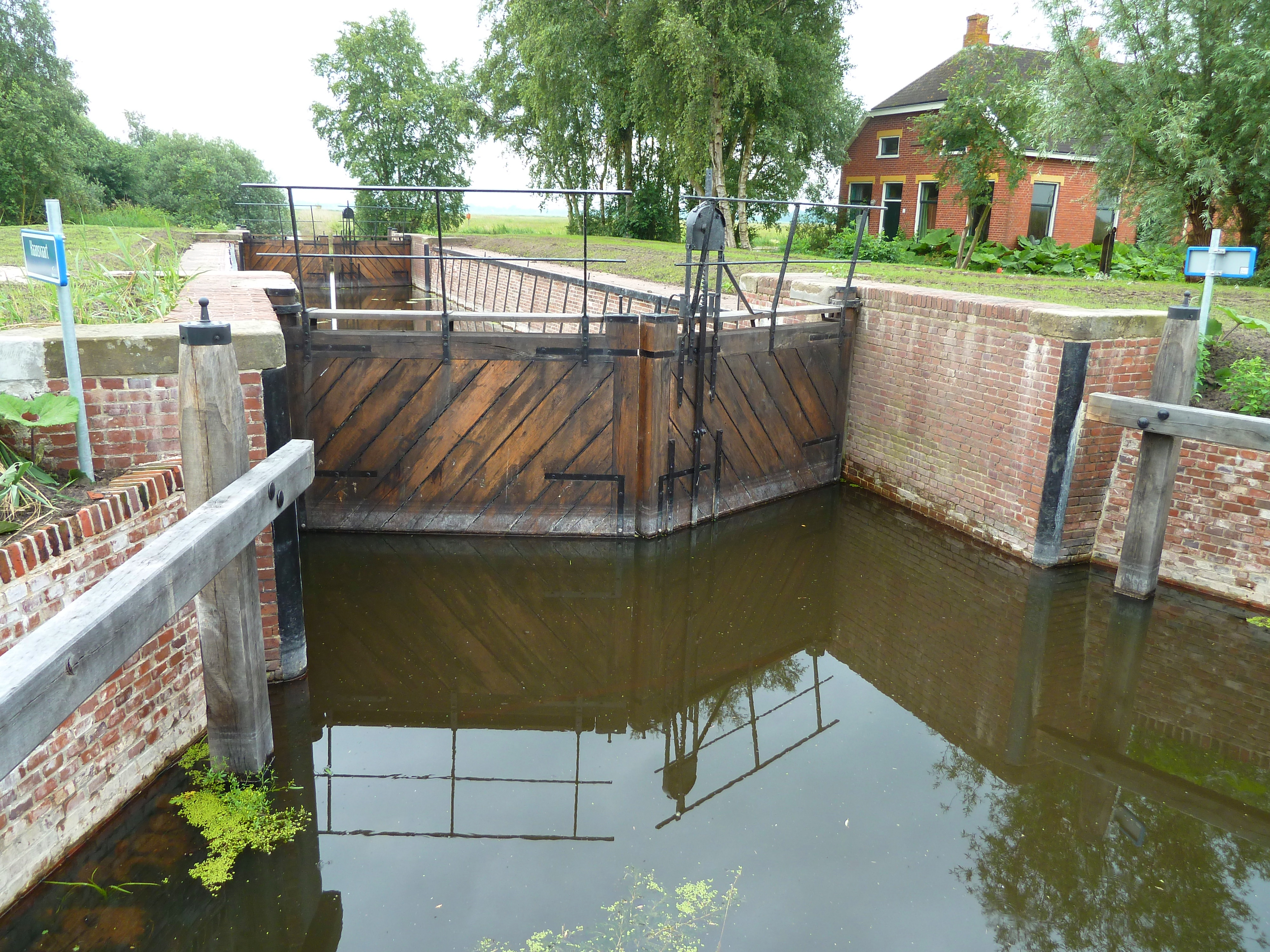
Haanssluis na de restauratie met rechts de sluismeesterswoning

De Haanssluis of Haan's Sluisje is een schutsluis met puntdeuren in de Haansvaart, op kilometer 6,6 van het Afwateringskanaal van Duurswold, waar de Haansvaart vanuit het zuiden uitmondt in het Schildmeer ten noorden van Hellum in de Nederlandse provincie Groningen. Naast de sluis staat het 'Sluushoes', de vroegere sluismeesterswoning.

## Constructie
De sluis bestaat uit twee gemetselde bakstenen sluishoofden met een rollaag aan top. In beide sluishoofden hangen een stel houten puntdeuren. De westelijke deuren zijn voorzien van een ijzeren nivelleerschuif en een tandwielkast, waarmee deze is verbonden door een heugelstang. Boven op de deuren is een loopplank en leuning aangebracht. De schutkolk tussen beide sluishoofden is opgetrokken uit gemetselde bakstenen troggewelven (of wulfmuren) ondersteund door ijzeren (of stalen) kubbestijlen (balken). Op de hoeken en boven de slagstijlen liggen natuurstenen dekplaten. Aangenomen wordt dat de hele sluis op een houten fundering rust en de sluishoofden op houten sluisvloeren en houten slagdrempels rusten. In het buitenste sluishoofd zijn aan weerszijden twee gedenkstenen aangebracht die herinneren aan de bouw en herbouw van de sluis.
De schutkolklengte is 24 m en de wijdte is 4,20 m. De minimum drempeldiepte is aan de buitenkant Dw.P -1,30 m, aan de binnenkant Dw.P -1,60 m.

## Geschiedenis
De sluis werd samen met de Haansvaart tussen 1866 en 1867 aangelegd door Hendrik de Haan (1827-1899) om vruchtbare wierdegrond door de Schildjerpolder te vervoeren naar de landbouwgronden bij zijn boerderij ten zuiden van Hellum en arm zand vanaf zijn landerijen terug door de sluis. Zijn zoon Johannes de Haan (1875-1963) herbouwde in 1909 de sluis, waarbij hij waarschijnlijk materiaal van de oude sluis gebruikte.
Bij hoog water werd de schutsluis als keersluis gebruikt om hoog water van het Schildmeer te weren van de gronden van de aldaar gelegen Duurswolder polders. Na de Tweede Wereldoorlog raakten vaart en sluis in onbruik. Nadat in de jaren 1970 het laatste schip de sluis passeerde werd de sluis in 1974 door de provincie buiten gebruik gesteld en verviel vervolgens langzamerhand.
Vanaf 1998 werden door dorpsbelangen Hellum (waaronder Henk Haan, de achterkleinzoon van Hendrik de Haan, die nog steeds op dezelfde boerderij woont) plannen gemaakt om de sluis te herstellen, waartoe door vrijwilligers in 2001 de Stichting Haansvaart wordt opgericht, die de vervallen sluis in eigendom kreeg. Vervolgens werd gepoogd om gelden in te winnen voor de restauratie. Omdat een status als rijksmonument betekende dat dan 70% van de kosten (ongeveer 500.000 euro) door het rijk zouden worden gedragen, maakte de stichting zich vervolgens sterk om die status voor de sluis te verwerven. Een eerste aanvraag uit 2002 werd echter afgewezen, waarop diverse overheden en ingenieur en sluizenkenner Jan Arends werden ingeschakeld om in bezwaar toch de status te krijgen. In 2005 keurde de Rijksdienst voor de Monumentenzorg in bezwaar de aanvraag wel goed. Met name vanwege de aanwezigheid van de troggewelven en kubbestijlen, die vroeger veel werden toegepast, maar waarvan nu nog maar weinig voorbeelden zijn. In 2009 werd een aangevraagde subsidie toegekend en in 2010 werd daarop de sluis gerestaureerd. In het kader van het Natuurnetwerk Nederland worden rond de sluis de 'Haansplassen' aangelegd door de Dienst Landelijk Gebied. De gemeente Slochteren liet een fietsbrug bouwen om zo een 'ontbrekende schakel' in de Internationale Dollardroute te creëren en een 'rondje Schildmeer' mogelijk te maken. De sluis is toegankelijk voor lichtere boten als platbodems en kano's.

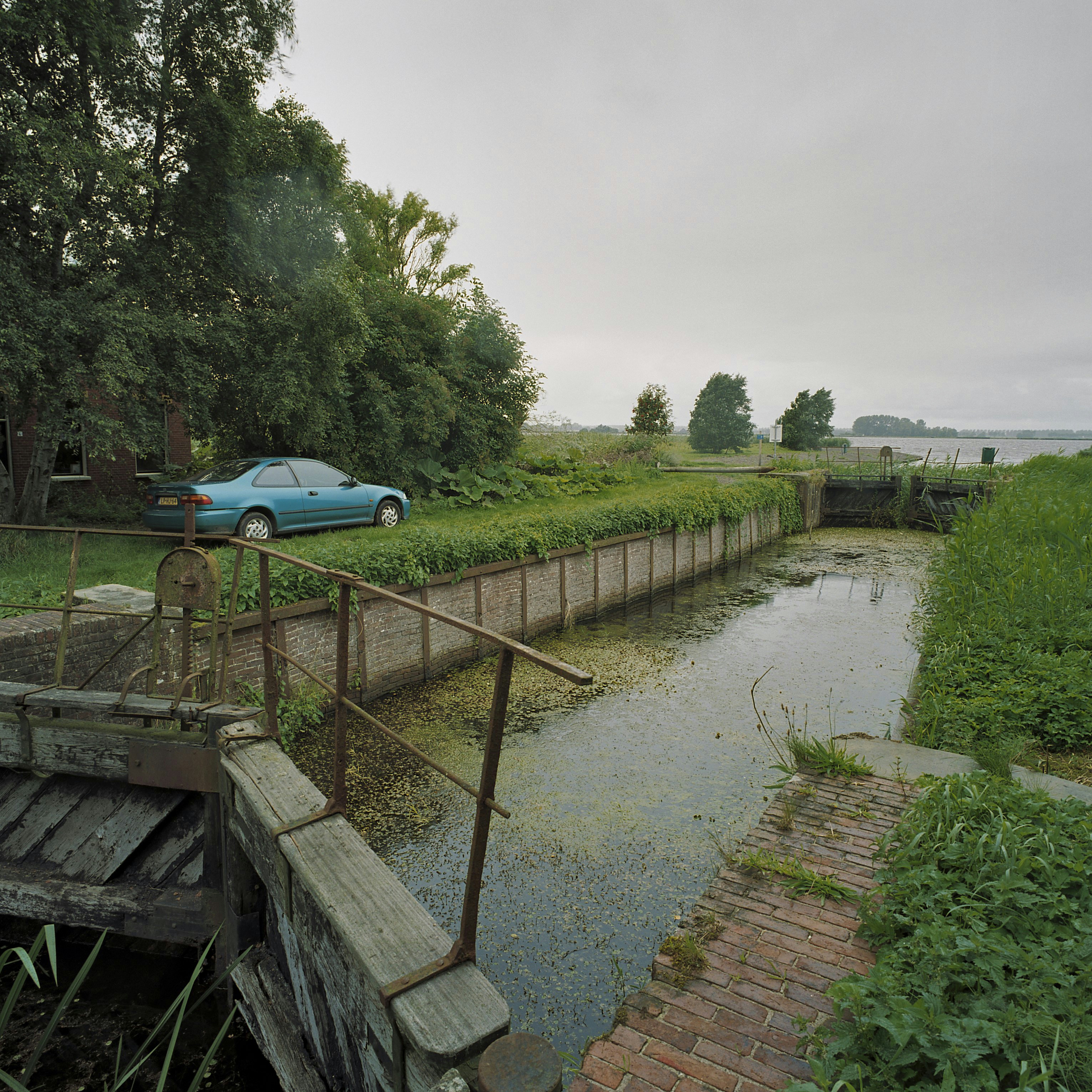
De sluis voor de restauratie
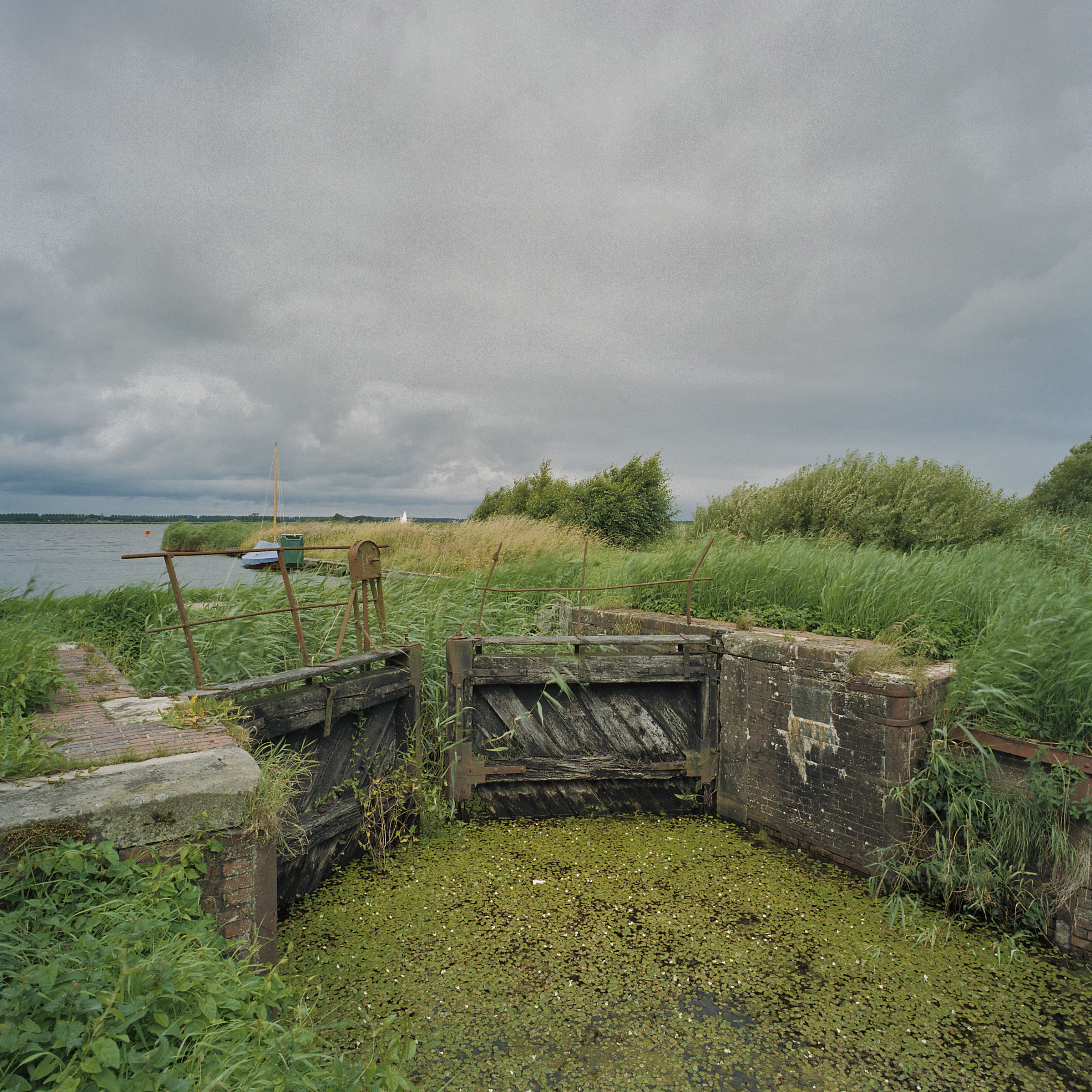
Voorste sluisdeuren voor de restauratie
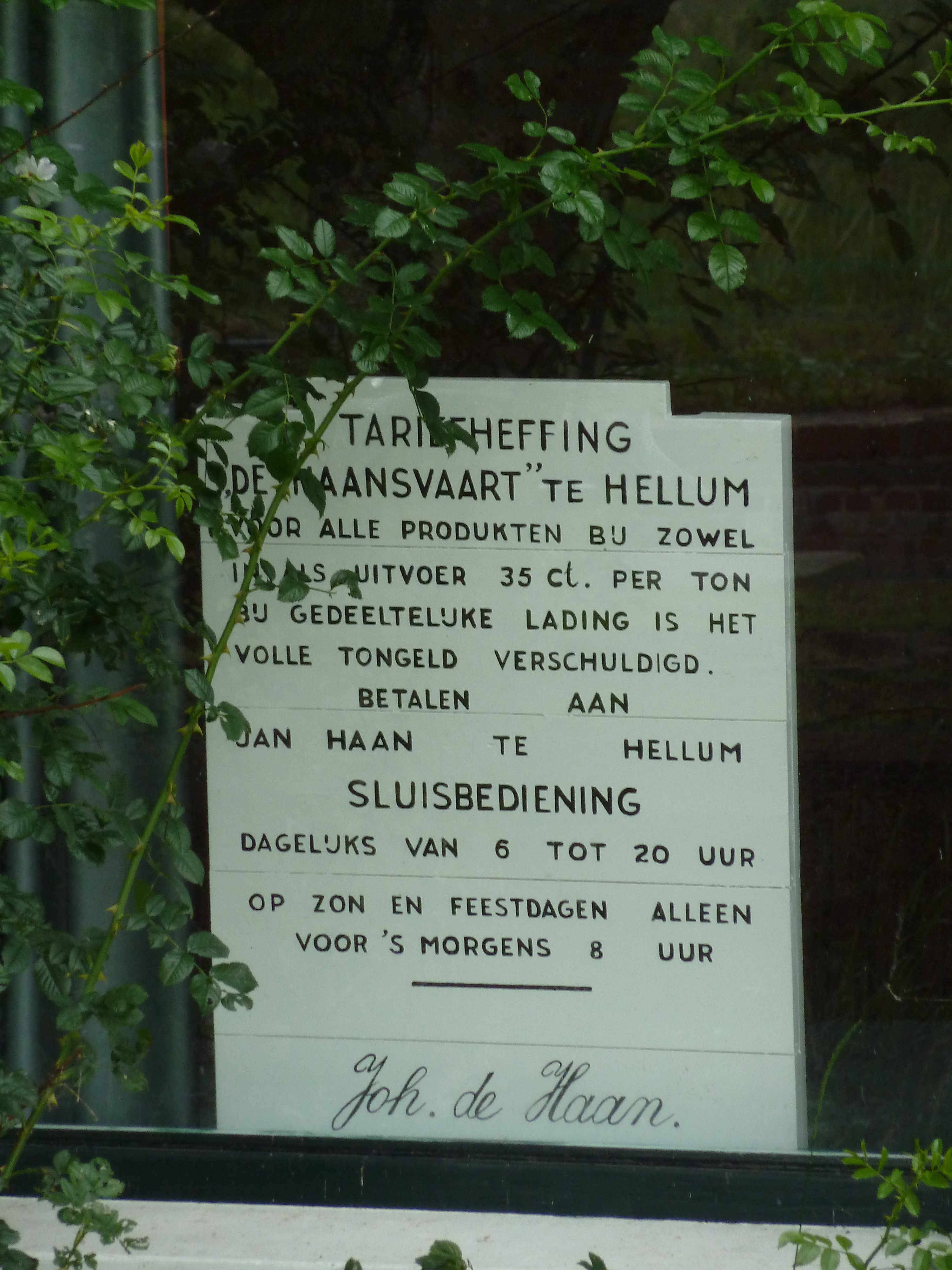
Bordje met vroegere tolprijzen voor het raam van de sluismeesterswoning